# Scheloribates moestus
Scheloribates moestus är en kvalsterart som först beskrevs av Banks 1895.  Scheloribates moestus ingår i släktet Scheloribates och familjen Scheloribatidae. Inga underarter finns listade i Catalogue of Life.